# Die Kultur der Gegenwart
Die Buchreihe Die Kultur der Gegenwart – erschienen 1905 bis 1926 – ist eine von deutschsprachigen Autoren verfasste, vielbändige Gesamtdarstellung aller Wissens- und Wissenschaftsgebiete. Sie wurde von dem Publizisten Paul Hinneberg herausgegeben und erschien im Teubner Verlag, Leipzig.

## Konzeption der „Kultur der Gegenwart“
Mit dem Großwerk „Die Kultur der Gegenwart“ sollte der wissenschaftstheoretische Ansatz der Encyclopédie mit dem seinerzeit aktuellen Wissensstand erneut realisiert werden. Dahinter stand auch der Anspruch einer Dokumentation kultureller Führerschaft Deutschlands innerhalb Europas. Es sollten die wichtigsten Wissenschaftler und Ingenieure des deutschen Sprachraums (also einschließlich Österreichs) formal einheitlich den Stand ihrer Wissensgebiete populärwissenschaftlich darstellen. Sämtliche Bereiche der Wissenschaft sollten einbezogen werden, vor allem auch ohne eine Trennung von Geistes- und Naturwissenschaften.
Der Herausgeber umschrieb das Programm in folgender Weise:
Die „Kultur der Gegenwart“ soll eine systematisch aufgebaute, geschichtlich begründete Gesamtdarstellung unserer heutigen Kultur darbieten, indem sie die Fundamentalergebnisse der einzelnen Kulturgebiete nach ihrer Bedeutung für die gesamte Kultur der Gegenwart und für deren Weiterentwicklung in großen Zügen zur Darstellung bringt. Das Werk vereinigt eine Zahl erster Namen aus allen Gebieten der Wissenschaft und Praxis und bietet Darstellungen der einzelnen Gebiete jeweils aus der Feder des dazu Berufensten in gemeinverständlicher, künstlerisch gewählter Sprache auf knappstem Raume.

## Anlage und Gliederung
Das Projekt war auf ca. 60 Bände angelegt, die ersten Bände erschienen ab 1905. Es konnte aber wegen des Ersten Weltkriegs und der Inflation nicht fertiggestellt werden. Einzelne Bände wurden in zweiter und dritter Auflage, zum Teil erheblich überarbeitet oder erweitert bis 1926 herausgegeben.
Die Gesamtheit des Themenfeldes „Kultur“ wurde von dem Herausgeber zur Abgrenzung der einzelnen Darstellungsbereiche in drei „Kulturgebiete“ unterteilt, die Gruppe der geisteswissenschaftlichen, der mathematisch-naturwissenschaftlichen und der technischen Wissensgebiete. Die Dominanz geisteswissenschaftlicher Themen machte eine weitere Unterteilung dieses Bereiches erforderlich, so dass das Gesamtwerk in vier „Teile“ gegliedert sein sollte:
- I. Teil: Die geisteswissenschaftlichen Kulturgebiete (1. Hälfte: Religion und Philosophie, Literatur, Musik und Kunst); mit vorangehender Einleitung zu dem Gesamtwerk (geplant: 14 Bände);
- II. Teil: Die geisteswissenschaftlichen Kulturgebiete (2. Hälfte: Staat und Gesellschaft, Recht und Wirtschaft) (geplant: 10 Bände);
- III. Teil: Die mathematischen, naturwissenschaftlichen und medizinischen Kulturgebiete (geplant: 19 Bände);
- IV. Teil: Die technischen Kulturgebiete (geplant: 18 Bände).